# 中央構造線

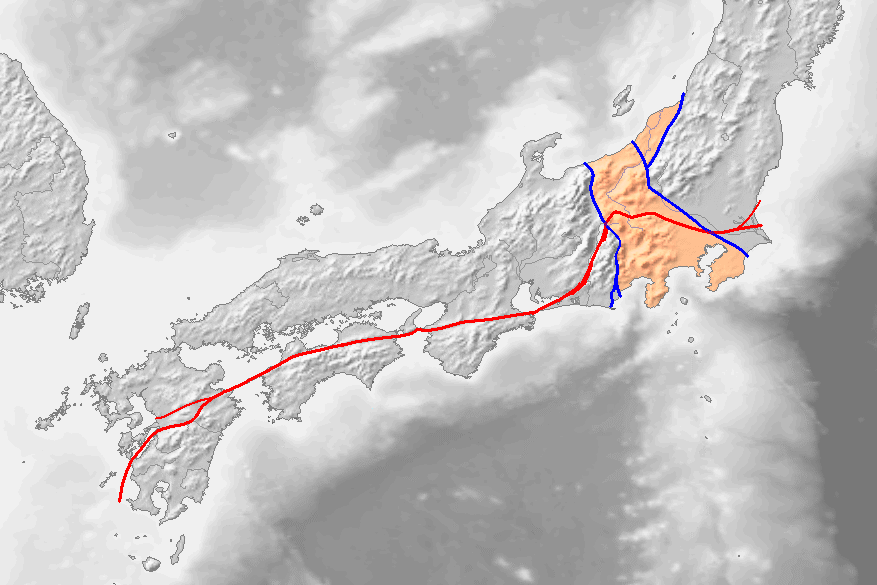
██ 紅色的部份是中央構造線，藍色線圍起來的橙色的部份是中央地溝帶。
中央構造線（日语：／）是日本最大的斷層系。也可以叫MTL（Median Tectonic Line）。長野縣下伊那郡大鹿村有中央構造線博物館。历史上，该断层带曾多次发生大地震。

## 概況
中央構造線是由關東延伸到九州的大斷層系，途中將紀伊半島、四國島和九州島一分為二。中央構造線的北邊叫做西南日本內帶、南邊叫做西南日本外帶，作爲區別。1885年由Edmunt Naumann提出並命名。

## 關東地方
中央構造線從群馬縣下仁田到比企丘陵的北緣露出來。關東平原下面埋藏著新第三紀和第四紀的累積層。

## 中部地方
在糸魚川靜岡構造線東面的中央大地溝帶地區，被新第三紀的累積岩覆蓋著。中央構造線在諏訪湖南面的茅野露出。

## 近畿地方
中央構造線把紀伊半島的中部由西至東斷開。

## 四國地方
中央構造線從德島市穿過吉野川北岸到達三好市，然後從川之江·新居濱南側通過，再從砥部町通過雙海町，最後通過佐田岬半島北側進入豐予海峽。

## 特徵
中央構造線上附近有諏訪大社、鳳来寺山、伊勢神宮（外宮）、高野山、石鎚山、幣立神宮這些古代的聖地，靈地等。（参考：四國八十八箇所）